# Eduardo Camaño
Eduardo Oscar Camaño (ur. 17 czerwca 1946 w Buenos Aires) – polityk argentyński. Zasiada on w Izbie Deputowanych tego kraju. Jest też byłym prezydentem kraju na okres dwóch dni. Ten członek Partii Justycjalistycznej (peronistów) reprezentuje prowincję Buenos Aires.
W wyniku bezprecedensowego kryzysu ekonomicznego, który wybuchł pod koniec 2001 roku zmuszony został do rezygnacji prezydent Fernando de la Rúa, reprezentujący Partię Radykalną, urząd prezydenta objął początkowo przewodniczący Senatu, Ramón Puerta (peronista), zanim Kongres nie wybrał na to stanowisko Adolfo Rodrígueza Saá. Saá piastował urząd zaledwie tydzień, po czym i on zrezygnował.
Konstytucja Argentyny nie zna pojęcia „pełniącego obowiązki prezydenta” (chyba że niezdolnego do pełnienia swoich funkcji urzędującego szefa państwa czasowo zastępuje, kiedy stanowisko nie jest opróżnione, odpowiednia osoba). W momencie, kiedy prezydent umiera, składa rezygnację lub zostaje usunięty ze stanowiska, jego funkcję przejmuje wiceprezydent na okres potrzebny do dokończenia mandatu. Jednakże w czasie owych zawirowań na szczycie funkcja wiceprezydenta była nieobsadzona. W takich wypadkach następnymi w linii są kolejno przewodniczący Senatu i Izby Deputowanych.
Jednakże Puerta, po rezygnacji de la Rui, oznajmił, iż będzie prezydentem tylko do czasu potrzebnego na wybór następcy przez Kongres. Zaś po dymisji Saá, kiedy zaprzysiężono przewodniczącego Izby Deputowanych Camaño, on także zadeklarował, iż nie przyjmuje urzędu na dłużej, tylko do czasu potrzebnego na wyłonienie kolejnego przez Kongres. Po dwóch dniach kadencji Camaño (31 grudnia 2001 – 1 stycznia 2002) został nim były wiceprezydent i gubernator Buenos Aires Eduardo Duhalde, który dokończył kadencję de la Rui. Tak więc w okresie zaledwie kilkunastu dni Argentyna miała pięciu kolejnych prezydentów.
Dziś Camaño, który wciąż jest członkiem Kongresu, jest przewodniczącym peronistów i jednym z liderów frakcji popierającej Dhualdego, a stojącej w partyjnej opozycji do Néstora Kirchnera, mimo iż popierają go jako reprezentanta partii na fotelu prezydenta.